# Leucauge obscurella
Leucauge obscurella är en spindelart som beskrevs av Embrik Strand 1913. Leucauge obscurella ingår i släktet Leucauge och familjen käkspindlar. Inga underarter finns listade i Catalogue of Life.